# Melissodes morrilli
Melissodes morrilli är en biart som beskrevs av Cockerell 1918. Melissodes morrilli ingår i släktet Melissodes och familjen långtungebin. Inga underarter finns listade i Catalogue of Life.